# 英國的配給制

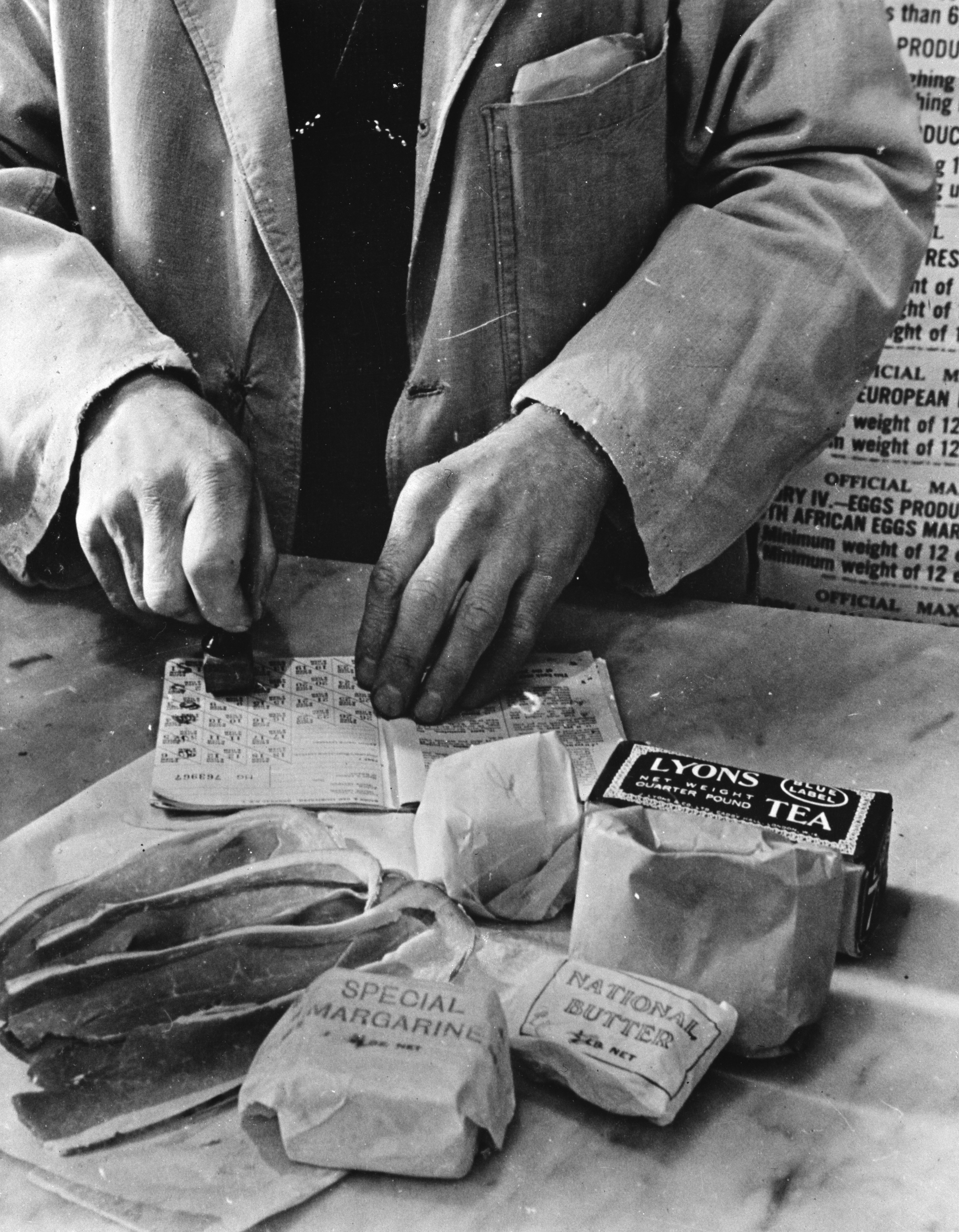
1943年，一位店主正在取消消費者配給薄上的上的配給券。

在20世紀期間，英國政府曾在戰爭時以及戰後多次推行配給制度。  
1939年第二次世界大戰爆發之前，英國每年入口了大約2000萬長噸食品，其中包括了英國每年使用的70%的乳酪和糖、近80%的水果以及約70%的谷物和脂肪。並且在英國人每年所食用的肉類總量中一半均來自進口，并依靠进口飼料來維持英國的肉類生產。 二戰之前英國的平民人口約為5000萬。  這也是德國將攻擊前往英國的船作大西洋海戰時使用的主要策略之一，因為這一舉動限制了英國國內工業的發展，并有可能使英國陷入饑餓狀態，從而投降。
由於德國對英國貨運船隻的攻擊，使英國在部份時間會陷入極端的供應短缺問題。為了解決這個問題，食品部實行了配給制度。 這一政策使平民在需要購買配給物品之前必須在選定的商店進行登記，並從商店中獲得一本包含配給券的定量配給薄。 而商店店主需要為已進行登記的顧客提供了足够的食物。 而購買者則必須在購物時向店主出示配給薄，這是為了取消消費者購買該物品時所需用到的配給券。 雖然配給物品的價格嚴格由英國政府所掌，英國政府亦對許多物品進行了補貼，但所有配给物品仍然必須照常支付所需費；而配給制度則限制了可以購買的数量以及價格。 而那些未被列入配给制度中的物品可能會出现供應短缺的情況。 部份未被配给物品的價格也受到英國政府管控；然而，許多未受價格管制的物品的價格普遍非常高，使大多數英國平民無法承受。
在第二次世界大戰期間，配给制（不限食品）是包含了政府對價格的控制、補貼以及由政府强制執行標準在内的英國在二戰期間所使用的戰略的一部分，目的是控制稀缺物品、優先保障軍隊的供應以及基本需求，并努力使每個人都能获得足夠的、可負擔的商品。

## 第一次世界大戰期間（1914-1918年）

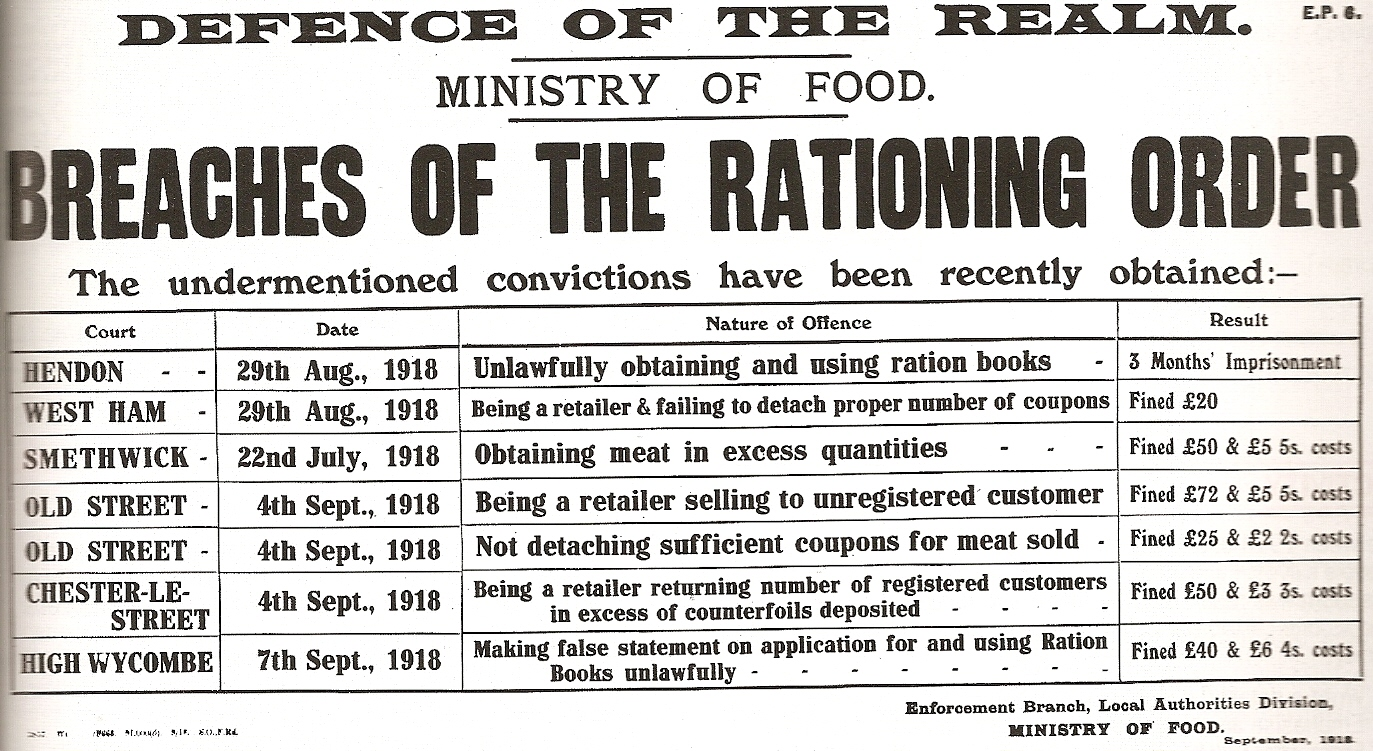
第一次世界大戰 期間英國政府派發的傳單，其中詳細的說明了違法配給法的後果

根據英國政府在第一次世界大戰期間所實行的一切照舊政策，政府最初並不願意嘗試控制英國境內的的糧食市場。 儘管在控制必需品的進口（糖、肉類和穀物）的方面態度有所放鬆，但它依然抵制了在穀物生產中引入最低價格的嘗試。 當他確實引入對物品的控制的時候，他們說有限的。在1916年時，食客在餐廳吃午飯時食用超過兩道菜以上，或於晚上食用3道菜以上被視為非法行為；並且對餵養鴿子或是流浪動物的民眾進行處罰。 
1917年1月，德國開始了與英國之間的無限制潛艇戰 ，以嘗試讓英國因此對德國投降。 為了面對這個難題，自願性配給於1917年2月開始推行。麵包從當年9月開始進行；在地方政府自己的政策下，強制性配給在1917年12月到1918年2月期間分階段推行，強制性配給的推行是由於英國的小麥供應量僅夠6週使用。 為了幫助這個政策的實施，1918年7月推出了黃油、人造黃油、 油、肉和糖的配給簿。 每位消費者都與其中一個商店連結在一起。 基本的配給量是每人合共1680卡路里的糖、黃油、人造黃油、茶、果醬、培根和肉。配給量對素食者、體力勞動者和兒童進行了調整。許多地方政府為正在哺乳期內的母親和幼兒制定了營養計劃。與大多數的歐洲國家不同，麵包並沒有進行配給。因此許多人認為在配給制度下，儘管肺結核有所增加，但是人們的健康情況卻有所提高。英國配給制直到1921年才完全放棄。